# Volis

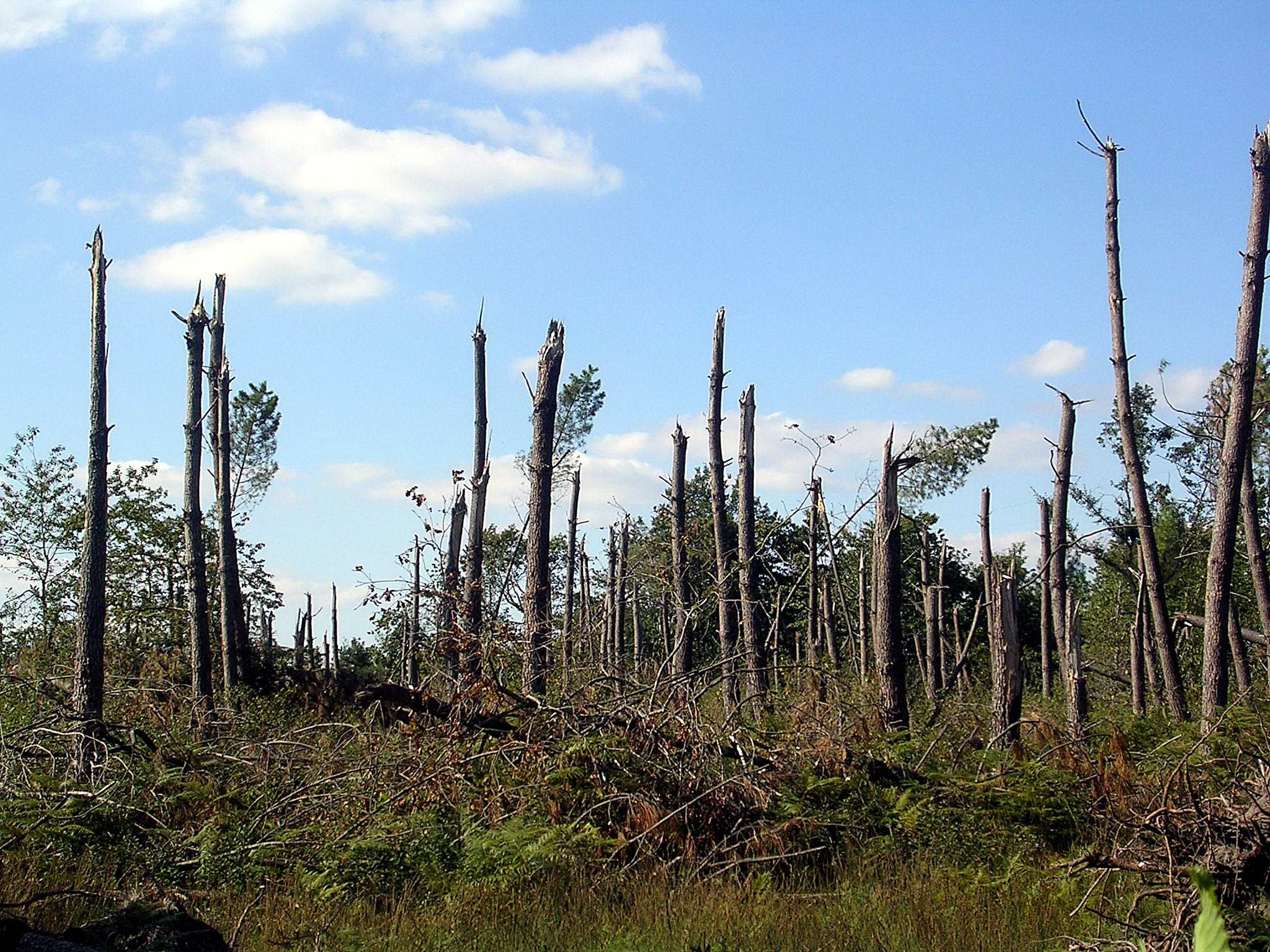
Dégâts sur la forêt des Landes : pins déracinés (chablis) ou cassés (chandelle)

Un volis, au sens large, (de l'adjectif latin volis, « léger, susceptible de voler ») est un arbre brisé sous l'action d'effets naturels (vent, foudre, neige, chute d'un autre arbre) ou pour des raisons qui lui sont propres (vieillesse, pourriture), sans intervention de l'homme. Au sens strict, le volis désigne seulement la partie supérieure de l'arbre qui a été détachée par le vent et qui est au sol ; la partie inférieure encore debout est la « chandelle », « chandelier » (arbre entier mort sur pied), « quille » ou « chicot ».
Si l'arbre est déraciné, on utilise le terme de chablis (ou volis + chandelle = chablis). Le volis résulte d'un ancrage racinaire trop rigide qui ne peut absorber suffisamment d’énergie et engendrer ainsi la casse du tronc. Les phénomènes de chablis sont en général plus fréquents que les volis.

## Torraka,keloscandinaves

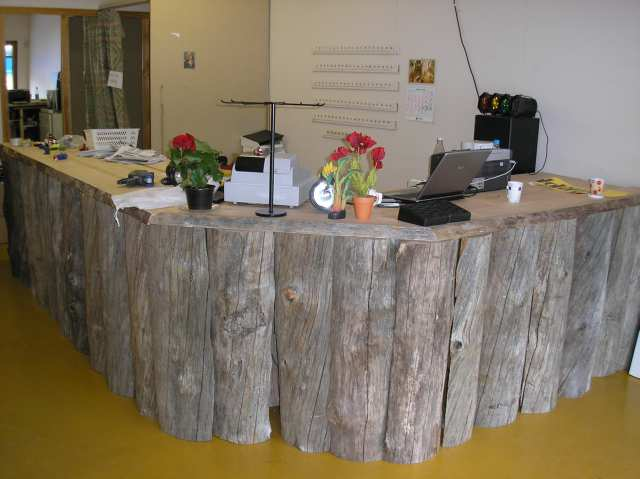
Le "bois kelo" utilisé en Finlande dans la fabrication de meubles rustiques.

En Scandinavie et en Finlande, les chandelles, invariablement du pins, connus en finnois sous le nom de kelo et en suédois sous le nom de torraka, sont collectés pour la production de différents objets, des meubles aux maisons en rondins entières. Des entreprises les commercialisent à l'étranger comme « dead wood » ou en Finlande comme « kelo wood ». Ils sont particulièrement appréciés pour leur surface patinée gris argenté dans la fabrication de produits locaux ou à connotation romantique nationale. Les marchands de dead wood soulignent leur âge : le bois s'est développé avec la déshydratation dans le froid sec des zones subarctiques, l'arbre ayant cessé de croître après environ 300 à 400 ans, l'arbre est resté debout pendant encore quelques centaines d'années. Les chandelles sont plus faciles à transporter et à manipuler que les bois verts en raison de leur légèreté.